# Landtag Schwarzburg-Rudolstadt (1908–1911)
Dieser Artikel behandelt den Landtag Schwarzburg-Rudolstadt 1908–1912.

## Landtag
Die Landtagswahl fand am 26. November 1908 statt. Die SPD verlor ein Mandat und kam auf sechs Abgeordnete. Fünfr Sitze gingen an konservative, drei an nationalliberale und zwei an freisinnige Kandidaten.
Als Abgeordnete wurden gewählt:
| Name                              | Partei      | Wohnort       | Kurie             | Wahlkreis                        | Anmerkung                                                                       |
| --------------------------------- | ----------- | ------------- | ----------------- | -------------------------------- | ------------------------------------------------------------------------------- |
| Johann August Emil Böttcher       | SPD         | Frankenhausen | Allgemeine Wahlen | Frankenhausen I                  | Verstorben am 10. Juli 1910. Nachfolger: Finke                                  |
| Friedrich Robert Crone            | freis.      | Leutenberg    | Allgemeine Wahlen | Leutenberg                       |                                                                                 |
| Heinrich Ernst Emil Finke         | SPD         | Frankenhausen | Allgemeine Wahlen | Frankenhausen I                  | Ab 12. November 1910 für Böttcher                                               |
| Ernst Emil Hartmann               | SPD         | Rudolstadt    | Allgemeine Wahlen | Rudolstadt I                     |                                                                                 |
| Berthold Hildebert Henkel         | NLP         | Lichta b. K.  | Allgemeine Wahlen | Königsee II                      |                                                                                 |
| Friedrich Berthold Carl Herold    | NLP         | Neuhaus       | Höchstbesteuerte  | Landratsamtsbezirk Königsee      | Wahl für ungültig erklärt. In einer Nachwahl am 22. Februar 1909 erneut gewählt |
| Maximilian Kaiser                 | SPD         | Sitzendorf    | Allgemeine Wahlen | Katzhütte                        |                                                                                 |
| Wilhelm Carl Robert Kämmerer      | kons. (BdL) | Ringleben     | Allgemeine Wahlen | Frankenhausen II                 |                                                                                 |
| Hermann Berthold Kirsten          | kons. (BdL) | Zeigerheim    | Allgemeine Wahlen | Blankenburg                      |                                                                                 |
| Christian Eduard Krauße           | SPD         | Rudolstadt    | Allgemeine Wahlen | Rudolstadt II                    |                                                                                 |
| August Viktor Krieger             | kons. (BdL) | Großhettstedt | Höchstbesteuerte  | Landratsamtsbezirk Rudolstadt II |                                                                                 |
| Heinrich Hilmar Künast            | kons. (BdL) | Ellichleben   | Allgemeine Wahlen | Ilm                              |                                                                                 |
| Friedrich Rudolf Lüttich          | freis.      | Esperstedt    | Höchstbesteuerte  | Landratsamtsbezirk Frankenhausen |                                                                                 |
| Ernst Max Möller                  | SPD         | Cursdorf      | Allgemeine Wahlen | Oberweißbach                     |                                                                                 |
| Otto Peter                        | kons. (BdL) | Schlotheim    | Allgemeine Wahlen | Schlotheim                       |                                                                                 |
| Johannes Paul Franz Eduard Sommer | NLP         | Rudolstadt    | Höchstbesteuerte  | Landratsamtsbezirk Rudolstadt I  |                                                                                 |
| Philipp Ernst Venter              | SPD         | Königsee      | Allgemeine Wahlen | Königsee I                       | Mandat am 1. Juli 1909 niedergelegt. Nachfolger: Winter                         |
| Franz August Wilhelm Winter       | SPD         | Frankenhausen | Allgemeine Wahlen | Königsee I                       | Ab 12. November 1910 für Venter                                                 |

Der Landtag wählte unter Alterspräsident Viktor Krieger seinen Vorstand. Landtags-Director (Parlamentspräsident) wurde Fritz Lüttich. Als Stellvertreter wurde Paul Sommer gewählt.
Der Landtag kam zwischen dem 8. Februar 1909 und dem 3. Dezember 1912 zu 23 öffentlichen Plenarsitzungen in einer ordentlichen und einer außerordentlichen Sitzungsperiode zusammen.